# Candelaria Paz-Castillo Ramírez
Candelaria de San José, H.C.M.Cl, rodným jménem Susana Paz-Castillo Ramírez (11. srpna 1863 Altagracia de Orituco – 31. ledna 1940 Cumaná) byla venezuelská římskokatolická řeholnice, zakladatelka a členka kongregace Sester karmelitek Matky Candelarie. Katolická církev ji uctívá jako blahoslavenou.

## Život
Narodila se dne 11. srpna 1863 ve městě Altagracia de Orituco v Guáricu ve Venezuele rodičům Franciscu de Paula Paz-Castillovi a Maríi del Rosario Ramírez. Její otec zemřel 23. listopadu 1870, matka 24. prosince 1887. Po matčině smrti převzala zodpovědnost za domácnost a starala se o své sourozence. Pokřtěna byla dne 27. února 1864 v místním farním kostele Nosta Senora de Altagracia knězem Juanem Pablem. Její babička z matčiny strany byla sestřenicí Simona Bolívara. Roku 1879 přijala své první svaté přijímání a dne 13. června 1870 svátost biřmování. Byla vychována v křesťanských hodnotách.
Během osvobozenecké revoluce se starala o raněné. Působila také mezi invalidy, o které se starala. Roku 1903, kdy byla založena nemocnice San Antonio, se stala její ředitelkou. Dne 13. září 1906 přijala se svolením místního biskupa řeholní hábit a řeholní jméno Candelaria de San José. Shromáždila komunitu podobně smýšlejících žen a dne 31. prosince 1910 založila ženskou řeholní kongregaci Sester karmelitek Matky Candelarie. Do kongregace také sama vstoupila a stala se její generální představenou. Roku 1916 zahájila osmnáctiměsíční finanční kampaň na podporu prací své kongregace. Dne 31. prosince 1916 složila doživotní řeholní sliby.
Jako generální představená se snažila hledat zdroje pro podporu děl své kongregace, která se dále rozrůstala o nové členky i působiště, i když musela čelit počátečním problémům. Založila také dvě nemocnice. Roku 1929 se starala o lidi, postižené zemětřesením v Cumané. Starala se také o lidi, zasažené epidemií neštovic. Roku 1937 se vzdala funkce generální představené své kongregace a poté sloužila jako novicmistrně.
V červnu roku 1938 vážně onemocněla a její zdravotní stav se začal zhoršovat. Zemřela dne 31. ledna 1940 v Cumané. Pohřbena je v mateřském domě jí založené kongregace v Caracas.

## Úcta

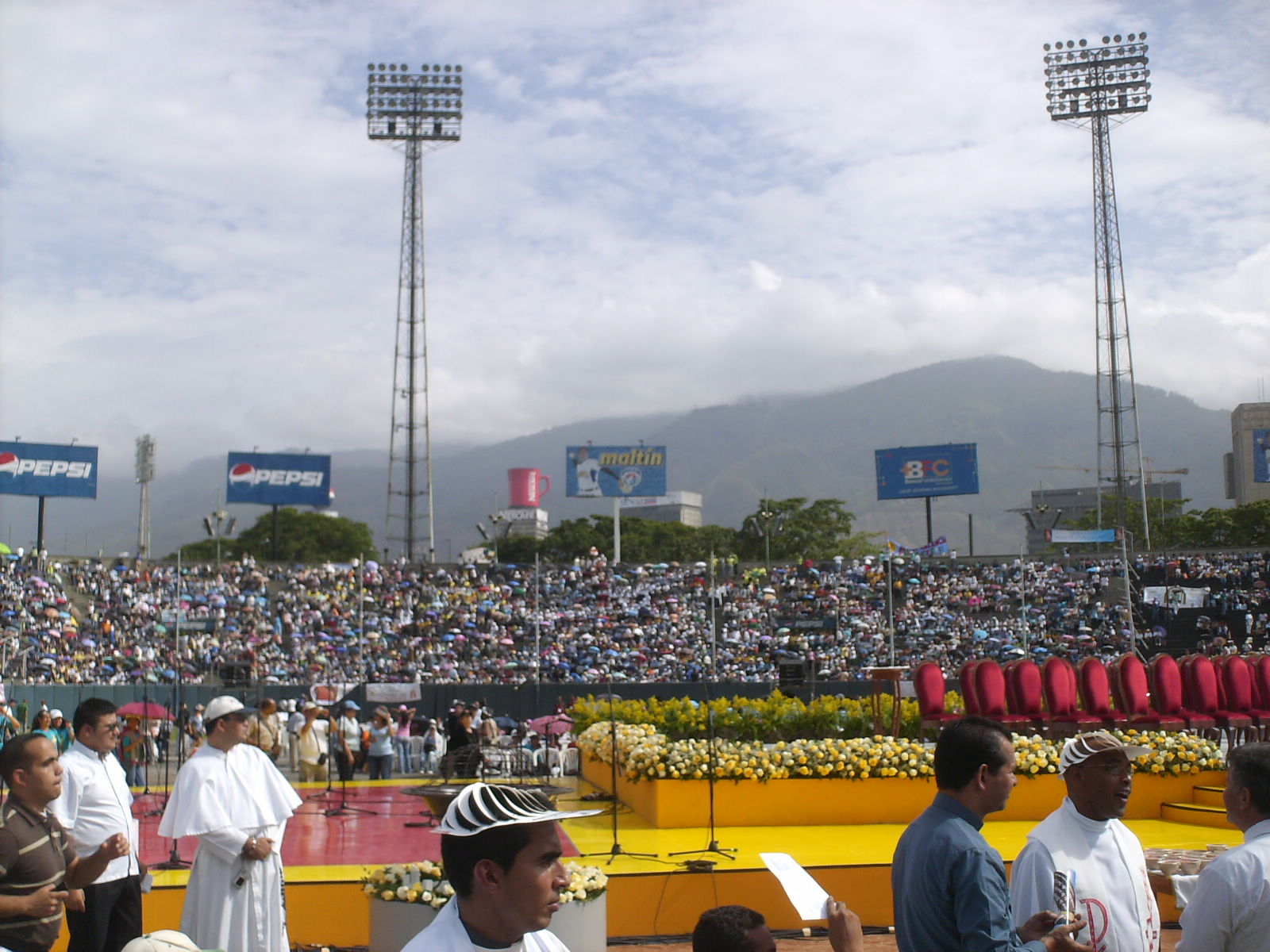
Její blahořečení v Caracasu

Její beatifikační proces započal dne 19. června 1980, čímž obdržel titul služebník Boží. Dne 19. dubna 2004 jej papež sv. Jan Pavel II. podepsáním dekretu o jejích hrdinských ctnostech prohlásil za ctihodnou. Dne 6. července 2007 byl uznán zázrak na její přímluvu, potřebný pro její blahořečení.
Blahořečena pak byla dne 27. dubna 2008 na basketbalovém stadionu Centrální univerzity ve Venezuele v Caracasu. Obřadu předsedal jménem papeže Benedikta XVI. kardinál José Saraiva Martins.
Její památka je připomínána 1. února. Bývá zobrazována v řeholním oděvu.